# Атамановка (станція)
Атамановка (рос. Атамановка) — станція Читинського регіону Забайкальської залізниці Росії, розташована на дільниці Заудинський — Каримська між станціями Піщанка (відстань — 7 км) і Кручина (17 км). Відстань до ст. Заудинський — 565 км, до ст. Каримська — 80 км.